# Baulme-la-Roche
Baulme-la-Roche este o comună în departamentul Côte-d'Or, Franța. În 2009 avea o populație de 118 de locuitori.

## Evoluția populației
| An        | 1975 | 1982 | 1990 | 1999 | 2006 | 2009 |
| --------- | ---- | ---- | ---- | ---- | ---- | ---- |
| Populație | 77   | 88   | 100  | 118  | 121  | 118  |